# Riad Salameh
Riad Toufic Salameh (arabiska: رياض توفيق سلامة), född 17 juli 1950, är en libanesisk ekonom. Han tjänstgjorde tidigare som guvernör för Libanons centralbank, Banque du Liban, från april 1993 till juli 2023. Han utsågs till guvernör genom dekret, godkänd av ministerrådet för en förlängningsperiod på sex år. Han omvaldes för fyra på varandra följande mandatperioder; 1999, 2005, 2011 och 2017.